# Ossining (wieś)
Ossining – wieś w Stanach Zjednoczonych, w stanie Nowy Jork, w hrabstwie Westchester.